# 帕凡特蝦屬
矛刺帕凡特蝦是帕凡特蝦屬的唯一物種，屬於節肢動物門、恐蝦綱、放射齒目、赫德蝦科。生活在寒武紀鼓山期的美國。

## 命名
帕凡特蝦屬的學名－Pahvantia，是以美洲原住民帕凡特人（Pahvant，生活在美國猶他州西部）命名，種小名hastata是拉丁語中的矛狀，指帕凡特蝦的頭部骨片型態類似矛。

## 發現
帕凡特蝦的化石產地位於美國猶他州豪斯山脈（House Range）的惠勒頁岩（Wheeler Shale）、羚羊山（Antelope Mountain）和鼓桶山脈（Drum Mountains）。最早僅挖出3塊標本頭部骨片，編號為KUMIP 134187、KUMIP 134878（正模標本）和KUMIP 134879。2018年，魯迪·勒羅西－奧布里爾（Rudy Lerosey-Aubril）和史蒂芬·帕茨（Stephen Pates）又發表了KUMIP 134187、134879、314084、31490、314089的標本。

## 描述
帕凡特蝦目前僅發現其頭部骨片與前附肢化石，但魯迪·勒羅西－奧布里爾和史蒂芬·帕茨透過其他放射齒目物種計算出前附肢與全身大小的比例，推測其全長大約25公分。

### 骨片
中間骨片呈矛針型，長約為寬的兩倍。其前緣是一個微小的棘刺，後緣有著三個三角形凹處：中間一個較大的還有側邊兩個較小的。後半處較為狹窄，寬度約為最寬處的40%，長度為整個骨片的六分之一。側邊骨片背緣略為凸起，背緣的後半可能直線或稍微凹陷。前端有一個鉤狀結構，稱作「喙」（beak）。

## 分類
最初，由理查德·羅賓遜（Richard Ashby Robison）與貝弗利·科布·理查茲（Beverley Cobb Richards）於1981年發表此物種，他們將帕凡特蝦的頭部骨片誤認做「雙殼節肢動物」（“bivalved” arthropod）的殼。

## 資料來源
1. 1 2 3  Lerosey-Aubril, Rudy; Pates, Stephen. . Nature Communications. 2018-09-14, 9 (1). ISSN 2041-1723. doi:10.1038/s41467-018-06229-7.
2. 1 2 3 4 5 6  Richard A, Robison; Beverley Cobb, Richards. . 1981  [2025-01-21]. （原始内容存档于2025-01-25）.
3. ↑  Lerosey-Aubril, Rudy; Pates, Stephen. . Nature Communications. 2018-09-14, 9 (1). ISSN 2041-1723. doi:10.1038/s41467-018-06229-7.
4. 1 2 3 4  Lerosey-Aubril, Rudy; Pates, Stephen.  (PDF). Nature Communications. 2018-09-14, 9 (1)  [2025-01-21]. ISSN 2041-1723. doi:10.1038/s41467-018-06229-7. （原始内容存档 (PDF)于2022-02-09）.